# Mont-Saint-Martin, Aisne
Mont-Saint-Martin là một xã ở tỉnh Aisne, vùng Hauts-de-France thuộc miền bắc nước Pháp.